# Hermann Oberth
Hermann Oberth (Hermannstadt, 25 de junho de 1894 – Nuremberga, 28 de dezembro de 1989) foi um cientista alemão.
Oberth foi, junto com o russo Konstantin Tsiolkovsky e o estadunidense Robert Goddard, um dos precursores da moderna astronáutica.
Seu interesse por exploração espacial surgiu desde cedo quando ele leu o livro "Da terra à Lua" de Júlio Verne. Oberth foi o primeiro a idealizar foguetes com múltiplos estágios e a imaginar estações espaciais.

## Infância e educação

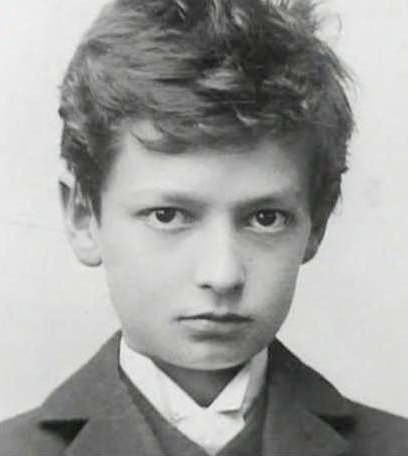
Hermann Oberth na infância, cerca de 1901.

Oberth nasceu numa família de saxões da Transilvânia em Hermannstadt, em romeno Sibiu, na época localizada no império Austro-Húngaro, hoje Romênia. Por sua própria conta, assim como muitos outros, aos cerca dos 11 anos, Oberth ficou fascinado com a área na qual ele iria imprimir a sua marca, através da leitura das obras de Júlio Verne, especialmente De la Terre à la Lune e Autour de la Lune relendo-os tantas vezes ao ponto de memorizá-los.
Influenciado pelos livros de Júlio Verne, Oberth construiu o seu primeiro modelo de foguete ainda como um estudante aos 14 anos de idade. Nos seus experimentos dessa época ele chegou de forma independente ao conceito de foguetes de múltiplos estágios, porém faltaram recursos para que a sua ideia saísse do nível dos desenhos.
Em 1912, Oberth iniciou o estudo de medicina em Munique, Alemanha, mas com o advento da Primeira Guerra Mundial, ele foi encaminhado ao Exército Imperial Alemão, e incorporado a um batalhão de infantaria e enviado à linha de frente oriental contra a Rússia.
Em 1915, Oberth foi designado para uma unidade médica num hospital em Sighişoara, Transilvânia, na Áustria-Hungria (hoje Romênia). Lá ele conseguiu algum tempo livre para conduzir uma série de experimentos relativos à ausência de peso, e mais tarde continuar os seus desenhos de foguetes.
Em 1917, ele mostrou o quão longe seus estudos chegaram, lançando um foguete movido a combustível líquido numa demonstração para Hermann von Stein, o Ministro de Guerra Prussiano.

## Início da carreira

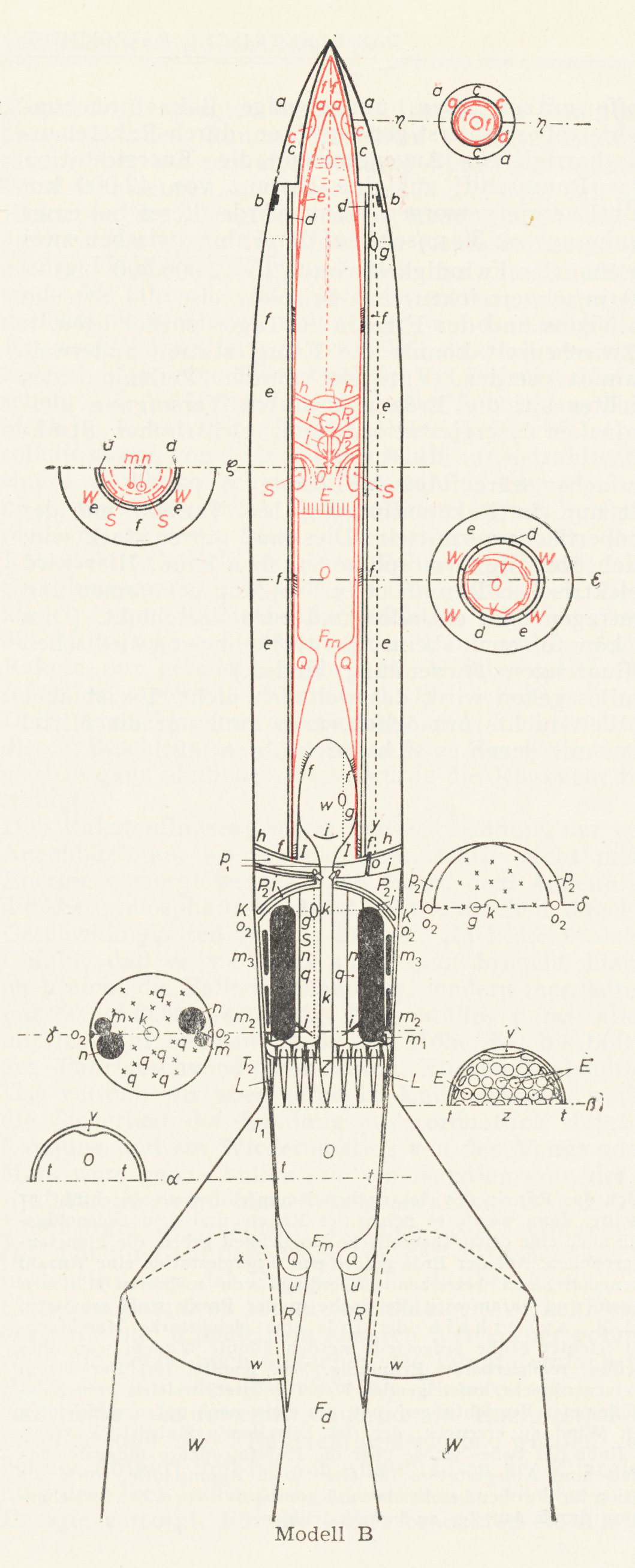
O "Modelo B" de Hermann Oberth, um foguete de dois estágios.

Em 6 de Julho de 1918, Oberth se casou com Mathilde Hummel, com quem ele teve quatro filhos. Entre eles, um dos filhos morreu como soldado na Segunda Guerra Mundial, e uma filha que também morreu durante a guerra devido a uma explosão acidental numa fábrica de oxigênio líquido, onde ela estava em 1944. Em 1919, Oberth se mudou novamente para a Alemanha, desta vez para estudar física, primeiro em Munique e depois em Göttingen.
Em 1922, a proposta de tese de doutorado de Oberth sobre foguetes foi rejeitada como "utópica". Em seguida, ele teve o seu trabalho de 92 páginas publicado uma editora privada em 1923, assim como o livro controverso: Die Rakete zu den Planetenräumen (De foguete ao espaço interplanetário).
Oberth comentou mais tarde que decidiu não escrever uma nova tese de doutorado. Escreveu: "Eu me abstive de escrever uma outra tese, pensando comigo mesmo: não se importe, você vai provar que pode se tornar um grande cientista, mesmo sem o título de doutor".
Oberth criticou o sistema educacional alemão, dizendo: "Nosso sistema educacional, é como um automóvel com luzes traseiras muito fortes, iluminando o passado. Mas olhando para a frente, as coisas mal podem ser identificadas". Hermann Oberth finalmente recebeu seu título de Ph.D. em física, com a mesma tese sobre foguete que ele havia apresentado antes, agora apresentada à Universidade de Cluj-Napoca, Romênia, patrocinado pelo professor Augustin Maior, em 23 de Maio de 1923.
Oberth se tornou membro da Verein für Raumschiffahrt (VfR) - a Sociedade para Viagens Espaciais, um grupo de estudos amador sobre foguetes que foi muito inspirado pelo seu livro, e Oberth atuou como uma espécie de mentor para os entusiastas que se juntavam ao grupo. Oberth perdeu oportunidades de trabalhar como professor em nível universitário, como fizeram vários especialistas da área de física e engenharia na época (entre as décadas de 20 e 30), com a situação ficando muito pior quando da Grande depressão mundial que teve início em 1929.
Com todos esses acontecimentos, entre 1924 e 1938, Oberth sustentou a ele mesmo e a sua família ensinando física e matemática na escola Stephan Ludwig Roth em Mediaş, Romênia. Em 1929, Oberth expandiu seu trabalho com um livro de 429 páginas, intitulado: Wege zur Raumschiffahrt ("Caminhos para voos espaciais").

## Foguetes e espaço

Esquema do foguete V-2.

Entre 1928 e 1929, Oberth trabalhou como consultor científico em Berlin, no projeto do primeiro filme que teria cenas sobre o espaço exterior filmadas em estúdio, era o Frau im Mond ("A Mulher na Lua"), dirigido pelo pioneiro cinematográfico Fritz Lang, na Universum Film AG. Este filme, foi extremamente importante na popularização das ideias sobre foguetes e exploração espacial. Uma das tarefas mais importantes de Oberth nesse projeto, foi construir e lançar um foguete como um evento publicitário antes da estreia do filme. Ele também desenhou o modelo de "Friede", o foguete usado no filme.
Em 5 de Junho de 1929, Oberth ganhou o primeiro dos prêmios oferecidos por Robert Esnault-Pelterie e André-Louis Hirsch, o "Rep-Hirsch Prize", da Sociedade Astronômica Francesa por sua contribuição à astronáutica no livro Wege zur Raumschiffahrt ("Caminhos para voos espaciais"), que expandiu o trabalho Die Rakete zu den Planetenräumen para o formato de um livro.
No Outono de 1929, Oberth conduziu um teste estático do seu primeiro motor de foguete movido a combustível líquido, batizado por ele como: Kegeldüse. O motor foi construído por Klaus Riedel, num espaço cedido pelo Instituto de Tecnologia Química do III Reich, e apesar de não possuir um sistema de refrigeração, funcionou por alguns instantes. Ele foi ajudado nesse experimento por um estudante de 18 anos Wernher von Braun, que mais tarde viria a se tornar figura proeminente na área espacial tanto na Alemanha quanto nos Estados Unidos, a partir da década de 1940, culminando com gigantesco foguete Saturno V, que tornou possível o pouso do homem na Lua em 1969 e nos anos seguintes. De fato, Von Braun falou sobre ele:
| “ | "Hermann Oberth foi o primeiro, que quando pensando sobre a possibilidade de espaçonaves, foi além e apresentou conceitos e desenhos matematicamente fundamentados... Ue, particularmente, devo a ele não somente ser uma inspiração na minha vida, como também permitir meu primeiro contato com aspectos teóricos e práticos dos foguetes e viagens espaciais. Um lugar de honra deveria ser reservado na história da ciência e tecnologia por suas contribuições revolucionárias no campo da astronáutica." | ” |

Em 1938, a família Oberth deixou a cidade de Sibiu na Romênia, primeiro em direção à Áustria, depois para a Alemanha Nazista, e mais tarde para os Estados Unidos, e finalmente de volta para uma Alemanha livre. Oberth foi primeiro para a Universidade Técnica de Viena, depois, para a Universidade Técnica de Dresden. Esses institutos técnicos, naquela época, ofereciam treinamento profissional avançado em áreas críticas e selecionadas, estando também engajada em pesquisas de base como uma universidade. Oberth foi para Peenemünde na Alemanha em 1941 para trabalhar em projetos de foguetes da Alemanha Nazista, incluindo a arma V-2, e em Setembro de 1943, ele foi condecorado com a Cruz de Mérito de Guerra de 1a classe, por seu "comportamento excepcionalmente corajoso ... durante o ataque" à Peenemünde da operação Hydra, parte da operação Crossbow.
Oberth, mais tarde trabalhou em foguetes terra-ar movidos a combustível sólido na organização militar WASAG, próxima a Wittenberg. Próximo ao fim da Segunda Guerra Mundial na Europa em Maio de 1945, a família Oberth se mudou para a cidade de Feucht, próxima a Nuremberg, que se tornou parte da Zona Americana da Alemanha ocupada, e também o local onde foram cometidos os maiores crimes de guerra pelos líderes nazistas sobreviventes. Foi permitido a Oberth, deixar Nuremberg indo para a Suíça em 1948, onde ele trabalhou como consultor independente sobre foguetes e escritor.

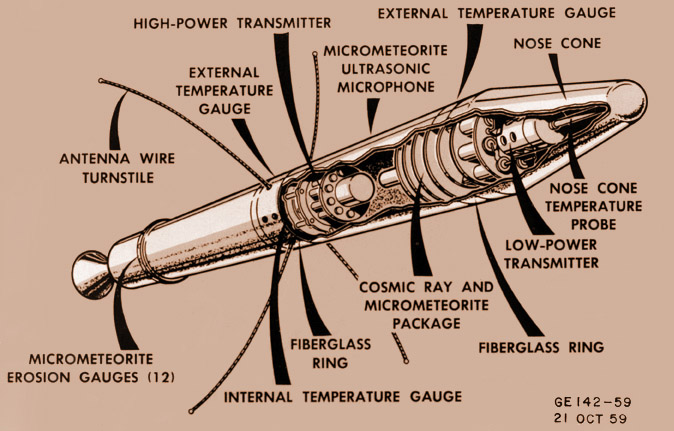
Esquema do satélite Explorer I.

Em 1950, Oberth se mudou para a Itália, onde ele terminou alguns dos trabalhos iniciados na WASAG, utilizados para a nova Marinha Italiana. Em 1953, Oberth retornou à Feucht, Alemanha, para publicar o seu livro Menschen im Weltraum (Homem no espaço), no qual ele descreveu suas ideias para telescópios refletores espaciais, Estações espaciais, espaçonaves alimentadas por eletricidade e trajes espaciais.
Durante as décadas de 50 e 60, Oberth expôs suas opiniões a respeito de OVNIs. Era um partidário da hipótese extraterrestre para a origem dos OVNIs avistados na Terra. Por exemplo, num artigo na revista The American Weekly, em 24 de Outubro de 1954, ele afirma: "É minha tese que OVNIs são reais, e que eles são naves espaciais de outro sistema solar. Eu penso que eles são possivelmente tripulados por observadores inteligentes, membros de uma raça que pode estar investigando a Terra por séculos...". Ele também escreveu um artigo na segunda edição da Flying Saucer Review intitulada "They Come From Outer Space" ("Eles Vem do Espaço Exterior"). Ele discutiu a história de relatos de "estranho objetos luminosos" no céu, mencionando que o caso mais antigo é o "Escudos Brilhantes" reportado por Plínio, o Velho. Escreveu: "Tendo avaliado os prós e contras, eu considero a explicação de discos voadores vindos do espaço exterior, a melhor delas. Eu chamo isso de hipótese "Uraniden", porque do nosso ponto de vista, esses objetos hipotéticos, parecem vir do céu  ('Uranos' em Grego)".
Oberth, eventualmente veio a trabalhar para o seu antigo aluno, Wernher von Braun, que estava desenvolvendo foguetes para a NASA em Huntsville, Alabama. Entre 1955 e 1958, ele contribuiu no projeto do satélite Explorer I. Nessa época, entre outras coisas, Oberth estava escrevendo o estudo: The Development of Space Technology in the Next Ten Years. Em 1958, Oberth estava de volta a Feucht, Alemanha, onde ele publicou suas ideias de um veículo de exploração lunar, uma "catapulta lunar", e aviões e helicópteros "silenciosos". Em 1960, de volta aos Estados Unidos, Oberth trabalhou para a Convair Corporation como um consultor técnico no projeto do foguete Atlas.

## Últimos anos

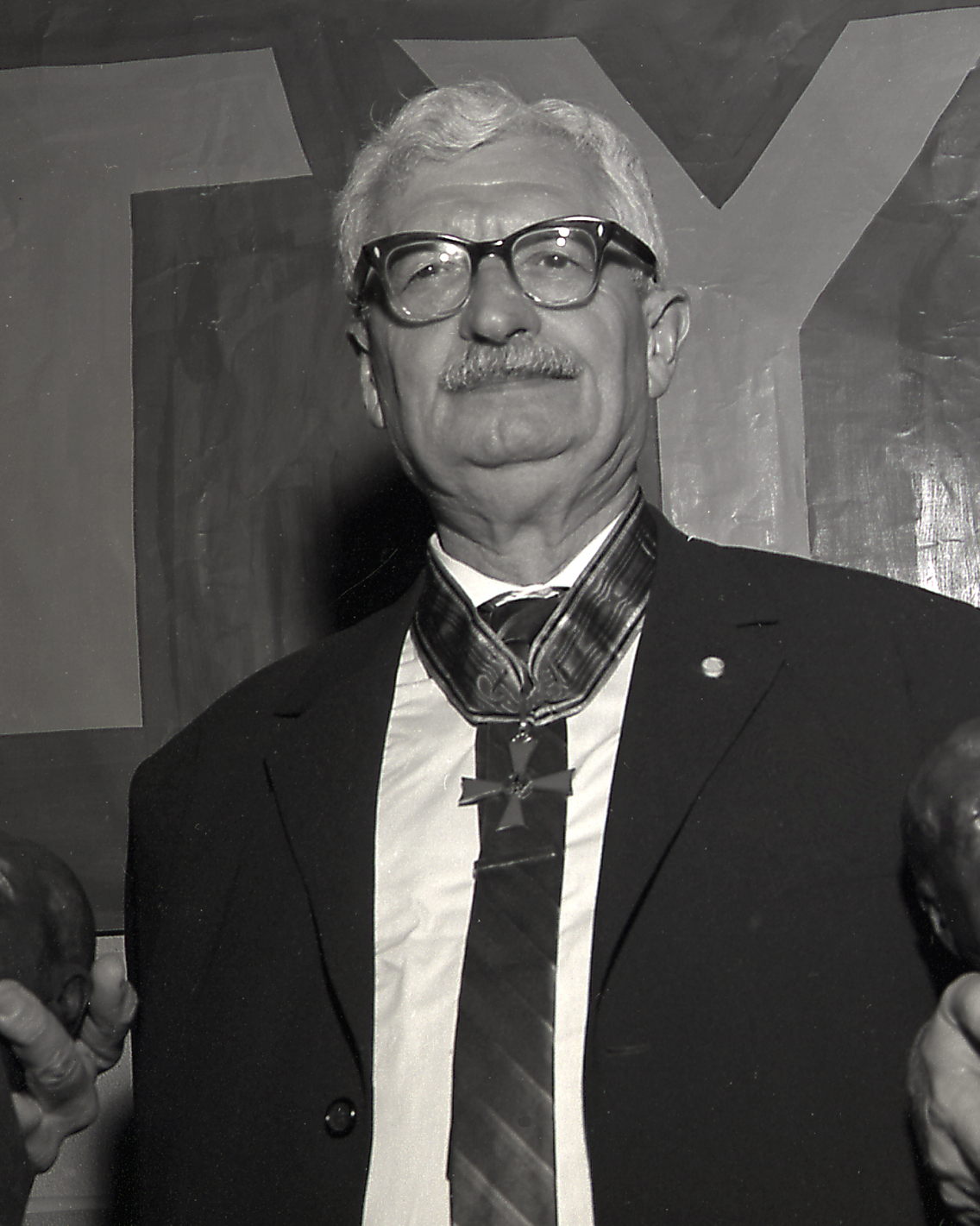
Hermann Oberth em 1961

Oberth se aposentou em 1962 aos 68 anos. De 1965 a 1967 ele foi membro do Partido Nacional Democrata Alemão, considerado de extrema-direita. Em Julho de 1969, Oberth retornou aos Estados Unidos para presenciar o lançamento do foguete Saturno V do Projeto Apollo do Centro Espacial John F. Kennedy, na Flórida, levando a tripulação da Apollo 11 para a primeira missão de pouso na Lua.
A Crise do petróleo de 1973, inspirou Oberth a buscar fontes alternativas de energia, incluindo um plano para estações de energia eólica utilizando as correntes de jato. No entanto, seu interesse primário durante os anos de aposentadoria, se voltaram para assuntos mais abstratos e filosóficos. O mais notável dos seus livros desse período foi o Primer For Those Who Would Govern (Guia para aqueles que vão governar).
Oberth retornou mais uma vez aos Estados Unidos para presenciar o lançamento da missão STS-61-A com a Challenger em 30 de outubro de 1985.

## Morte
Oberth morreu em Nuremberg, na Alemanha Ocidental, em 28 de dezembro de 1989, aos 95 anos, logo após a queda da "Cortina de Ferro", que por tanto tempo dividiu a Alemanha em dois países.

## Legado
Hermann Oberth é celebrado e imortalizado pelo Hermann Oberth Space Travel Museum em Feucht, Alemanha, e pela Hermann Oberth Society. O museu reúne cientistas, pesquisadores, engenheiros e astronautas do Oriente e do Ocidente para continuar seu trabalho na área de foguetes e exploração espacial.
O Efeito Oberth, no qual o motor de um foguete quando viajando em alta velocidade gera mais energia útil que um viajando em velocidade mais baixa, é batizado em homenagem a ele.
Existem também uma cratera na Lua, e um asteróide batizados em homenagem a ele.
O filme Fullmetal Alchemist the Movie: Conqueror of Shamballa apresenta Hermann Oberth como professor do protagonista do filme, Edward Elric. Oberth também é mencionado no último episódio da série de TV Fullmetal Alchemist. Nesse episódio, Elric havia escutado histórias sobre um grande cientista chamado "Oberth", com "teorias curiosas sobre foguetes". Os últimos momentos da série exibem Elric a bordo de um trem a caminho de se encontrar com Oberth, determinado a estudar sobre foguetes com ele.
A série Mecha de animê, The Super Dimension Fortress Macross do início dos anos 1980, apresentava um tipo de espaçonave militar usada pelas forças terrestres da U.N. Spacy, chamada Oberth Class Space Destroyer. O personagem desta série, capitão Bruno J. Global, foi supostamente o primeiro a entrar em combate com outro veículo usando esse tipo de nave, com armas nucleares.

## Livros
- Die Rakete zu den Planetenräumen (1929) (By Rocket into Planetary Space) (in German) OCLC 6026491
- Ways to Spaceflight (1929) OCLC 255256956
- The Moon Car (1959) OCLC 574140
- The Electric Spaceship (1960) OCLC 20586236
- Primer for Those Who Would Govern (1987) ISBN 0-914301-06-3